# Epitonium bucknilli
Epitonium bucknilli là một loài small predatory hoặc ectoparasitic ốc biển, a marine động vật chân bụng động vật thân mềm thuộc họ Epitoniidae, the wentletraps.

## Phân bố
This species is known only from shallow water đông bắc New Zealand.